# Armadillo borelli
Armadillo borelli is een pissebed uit de familie Armadillidae. De wetenschappelijke naam van de soort is voor het eerst geldig gepubliceerd in 1894 door Dollfus.